# تشارلي هوفر
تشارلي هوفر (بالإنجليزية: Charlie Hoover)‏ هو لاعب كرة قاعدة أمريكي، (ولد في موندي سيتي في الولايات المتحدة 1865  م).

## وصلات خارجية
- تشارلي هوفر على موقعبيزبول رفرنس.كوم (الدوري الرئيسي) (الإنجليزية)
- تشارلي هوفر على موقعبيزبول رفرنس.كوم (الدوري الثانوي) (الإنجليزية)